# Южноуральськ
Южноуральск — місто (з 1963) в Російській Федерації, обласного підпорядкування Челябінської області. Центр міського округу, якому також підпорядковане селище Летягіно.

## Географія
Місто розташоване на річці Увелька, за 88 км від Челябінська і за 7 км від залізничної станції Нижньоувельська, що розташована на залізничній лінії Челябінськ — Троїцьк, від якої до міста протягнута залізнична гілка з кінцевою станцією Южноуральск.
З точки зору історичної географії місто розташоване у Башкортостані.

## Історія
Нижньоувельська станиця

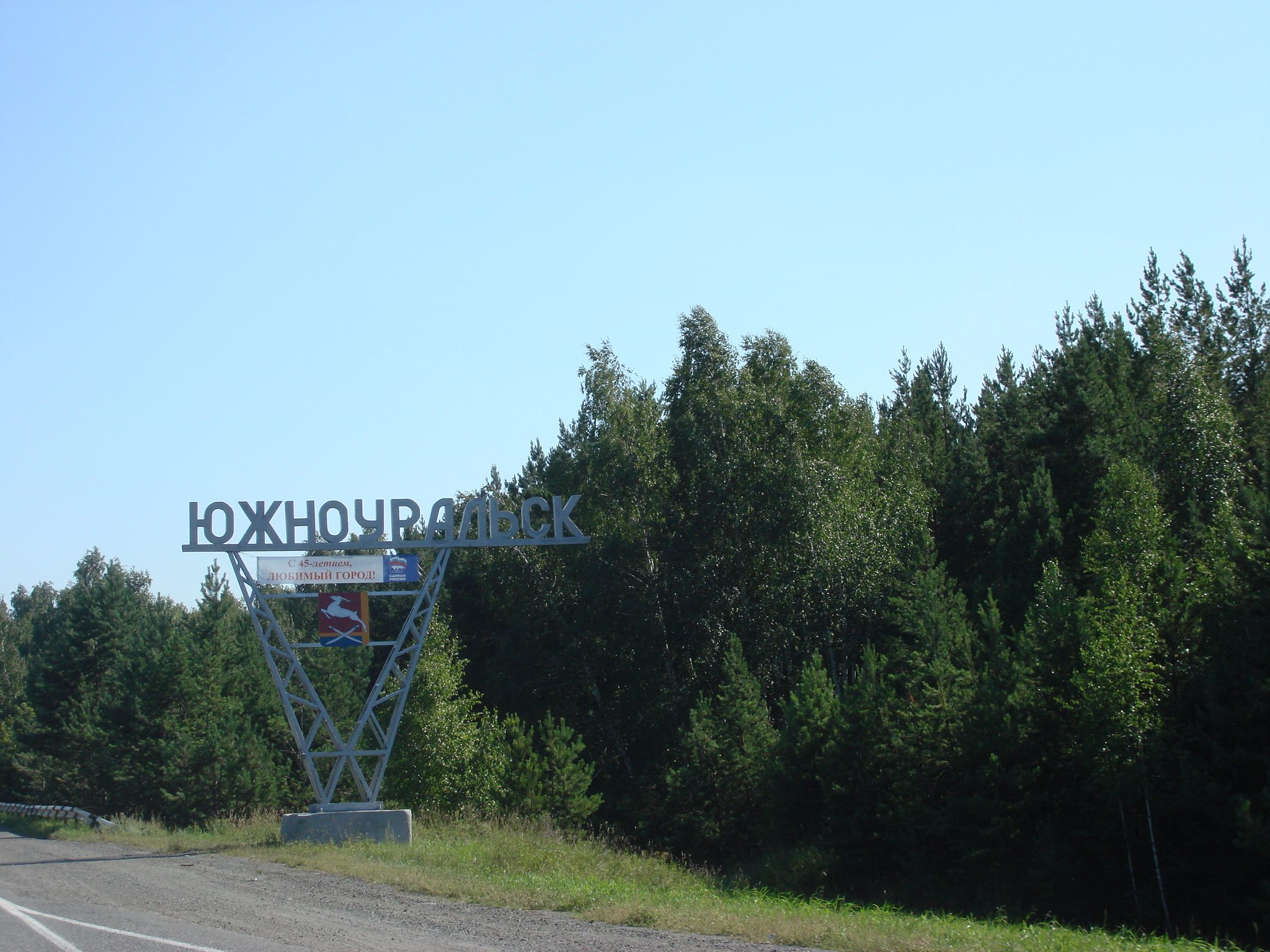
Знак на в'їзді в місто з північного боку (з боку села Кичигин)

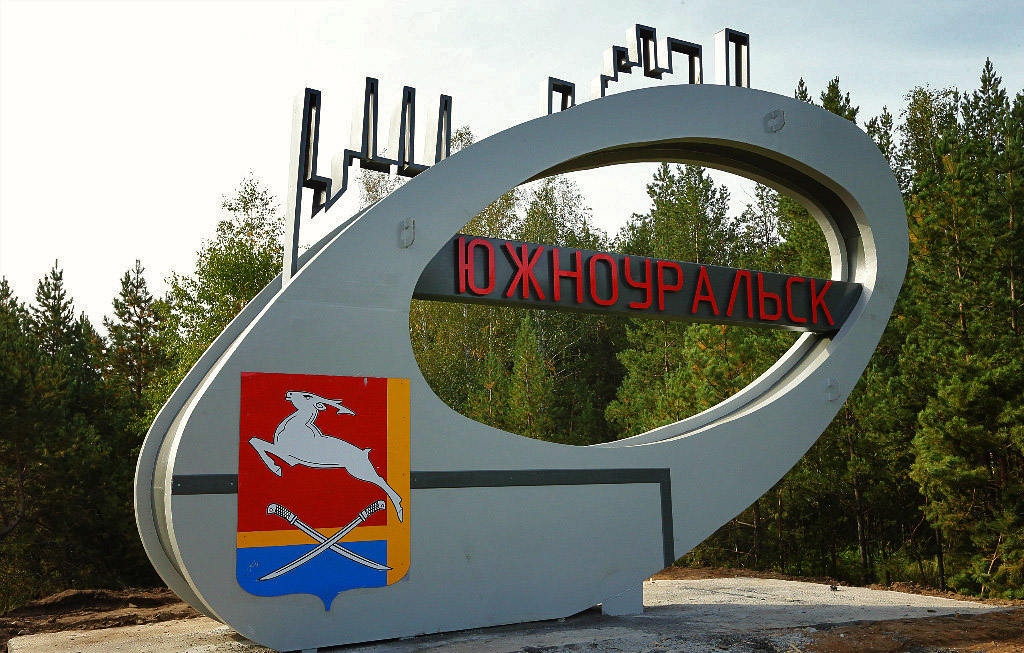
Нова стела при в'їзді в місто (з 2013 р.)

Нижньоувельський острог було закладено в нижній течії річки Увельки козаками Ісетського війська в 1745 за наказом першого губернатора Оренбурзької губернії Івана Неплюєва. Не зважаючи на віддаленість від зовнішнього кордону колоній Російської імперії, Нижньоувельська фортеця мала велике значення як проміжний пункт постового тракту між Челябінською та Троїцькою фортецями. Саме цим шляхом росіяни везли продовольство, метал, вогневі припаси та багато іншого. За підтримку Визвольної війни башкортів на чолі з Славатом Юлаєвим 1773—1775, гарнізон Нижньоувельський розформований, втратив статус фортеці, став офіційно іменуватися слободою.
У 1776 в Нижньоувельську слободу переноситься управління однойменною волостю. За указом імператора Миколи I від 4 травня 1843 про причислення селян до козацького стану в зв'язку з потребою держави у військових формуваннях, Нижньоувельська слобода отримала статус станиці 3-го Троїцького відділу Оренбурзького війська.
З 1917 — у складі Російської республіки, а до 1921 — під контролем антибільшовицьких урядів Росії та Башкортостану. У травні 1924 станиця була перетворена в село Увельський, створений Увельський район у складі Троїцького округу. У 1939 року дміністративний центр району перенесений у пристанційне селище Нижньоувельський, розташований за 7 км від станиці.
Селище Южноуральск (1948—1961)
Нижньоувельська станиця активно колонізувалася приїжджим людом наприкінці 1940-х років, коли поблизу неї комуністи зводили Южноуральську державну районну електростанцію. У 1948 оформилося робітниче селище на місці станиці і стало воно називатися Южноуральський. З 28 серпня 1950 — селище міського типу.
Місто Южноуральск (з 1963 по Н. В.)
З 1 лютого 1963 Южноуральск отримав статус міста. З 1991 — у складі РФ. З 2005 — міський округ.

## Фізико-географічна характеристика
Місцезнаходження
Географічне положення міста можна побачити на фото з супутника.
Місто Южноуральск розташоване на східному схилі Південного Уралу за 90 км на південь від Челябінська. займає площу в 110,57 км². Протяжність міста — близько 5 км завдовжки і 4,3 км завширшки, висота над рівнем моря близько 238 метрів. З північного боку розташоване Южноуральське водосховище, а по західному кордону міста протікає річка Увелька (притока річки Уй), яка є одним з водоприймачів гідросистеми міста. Місто оточене змішаними лісами (береза, осика, сосна).
Клімат
Клімат помірно континентальний. Зима, зазвичай, холодна, частіше малосніжна, з сильними морозами, хуртовинами, які спостерігаються протягом 40—50 днів. Глибина промерзання ґрунту становить 110—150 см. У малосніжні та суворі зими ґрунт промерзає до 170—250 см. Літо спекотне, за рідкісним винятком сухе. Середня температура січня –15...17 °C, липня +16...18 °C. 29 липня 1952 в Южноуральську була відзначена абсолютна максимальна температура по Челябінській області — +42,0 °C. Середньорічна температура — +0,3...+2,8 °C. Річна кількість опадів 410—450 мм, в зимовий період випадають переважно у вигляді снігу. Вітри переважають південні та південно-західні, за винятком червня-серпня, коли вітер дме із заходу та північного заходу. Середня швидкість вітру 3—4 м/с.
| Клімат {{{location}}} | Клімат {{{location}}} | Клімат {{{location}}} | Клімат {{{location}}} | Клімат {{{location}}} | Клімат {{{location}}} | Клімат {{{location}}} | Клімат {{{location}}} | Клімат {{{location}}} | Клімат {{{location}}} | Клімат {{{location}}} | Клімат {{{location}}} | Клімат {{{location}}} | Клімат {{{location}}} |
| Показник | Січ.                  | Лют.                  | Бер.                  | Квіт.                 | Трав.                 | Черв.                 | Лип.                  | Серп.                 | Вер.                  | Жовт.                 | Лист.                 | Груд.                 | Рік                   |
| Абсолютний максимум, °C | 5,1                   | 10,1                  | 16,1                  | 32,4                  | 36,1                  | 39,9                  | 42,2                  | 39,9                  | 33,1                  | 27,1                  | 17,7                  | 6,9                   | 42,2                  |
| Середня температура, °C | −14,7                 | −13                   | −5,1                  | 6,1                   | 12,4                  | 17,9                  | 20,6                  | 18,0                  | 10,9                  | 2,1                   | −7,8                  | −13,2                 | 2,9                   |
| Абсолютний мінімум, °C | −49,6                 | −51,6                 | −37,1                 | −26,7                 | −12,2                 | −3,2                  | −0,4                  | −1,1                  | −10,4                 | −25,6                 | −36,8                 | −45,1                 | −51,6                 |
| Норма опадів, мм | 19                    | 16                    | 18                    | 27                    | 47                    | 58                    | 94                    | 43                    | 41                    | 30                    | 26                    | 21                    | 436                   |
| --- | --------------------- | --------------------- | --------------------- | --------------------- | --------------------- | --------------------- | --------------------- | --------------------- | --------------------- | --------------------- | --------------------- | --------------------- | --------------------- |
| Джерело: NASA. База даних RETScreen<Для перегляду кліматичних даних необхідно встановити програмні засоби RETScreen, увійти в RETScreen та відкрити базу кліматичних даних--> |                       |                       |                       |                       |                       |                       |                       |                       |                       |                       |                       |                       |                       |

## Офіційні символи

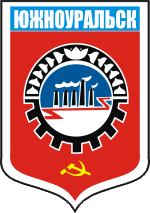
Герб (1969)

Перший герб міста Южноуральськ було затверджено 10 липня 1969 рішенням місцевої адміністрації: «У верхній частині щита на блакитний планці сріблом — назва міста. У центрі його розміщена емблема, що символізує основні галузі промисловості міста (ГРЕС, зв'язка ізоляторів — арматурно-ізоляторний завод, лілія — емблема порцелянового заводу, шестерня — ремонтно-механічний завод), в нижній частині золоті серп і молот».
Діючий прапор і герб Южноуральська затверджені Рішенням Ради депутатів міста № 310 26 вересня 2000. Герб і прапор внесені до Державного геральдичного регістру під № 668 і № 669 відповідно. Синій колір символізує водосховище на річці Увелька, шашки — знак козаків, перетин жовтих смуг — перетин доріг, на якому була побудована станиця Увельська, а потім місто Южноуральськ.

## Керівники міста
- 1982—1986 рр. — Ю. А. Арзамасцев
- 1989—2005 рр. — В. М. Шаврин
- 20 березня 2005 р. — 14 березня 2010 — В. І. Гора
- 2010 р. — по теперішній час — Є. О. Соболєв

## Населення
Характеристика населення
Станом на 1 січня 2010 року в Южноуральську проживає 38652 особи, проживає 12 тисяч сімей, 7,2 тисяч дітей. 24,6 тисячі населення працездатного віку. Густота населення становить близько 369 осіб на 1 км².
Національний склад
За даними Всеросійського перепису населення 2002 року
| Національність                                              | Кількість (чол.) |
| ----------------------------------------------------------- | ---------------- |
| Росіяни                                                     | 36 619           |
| Українці                                                    | 1 027            |
| Татари                                                      | 513              |
| Білоруси                                                    | 304              |
| Інші національності та особи, які не вказали національність | 1 040            |

## Транспорт
У місті є автовокзал, тому місто пов'язане регулярним автобусним транспортом з Челябінськом, Єкатеринбургом, Міассом, Єманжелінськом, Увельським, Троїцьком, Златоустом, Магнітогорськом, Пластом, Кустанаєм, Красногорським, Коркіним. Також існує автобусне сполучення в такі населенні пункти: Ключі, Шумаково, Петрівка, Сухариш, Синій Бор, Мордвинівка, Березівка , Дуванкуль, Хутора, Санаторій «Урал», Чесма, Рудний, Джетигара, Варна. Також до Челябінська ходять електропоїзди від залізничної станції Южноуральськ.
Міський транспорт Южноуральська — це насамперед автобуси (розклад). Діє три міських автобусних маршрути. Кілька компаній здійснюють таксомоторні перевезення.

## Економіка
Промисловість

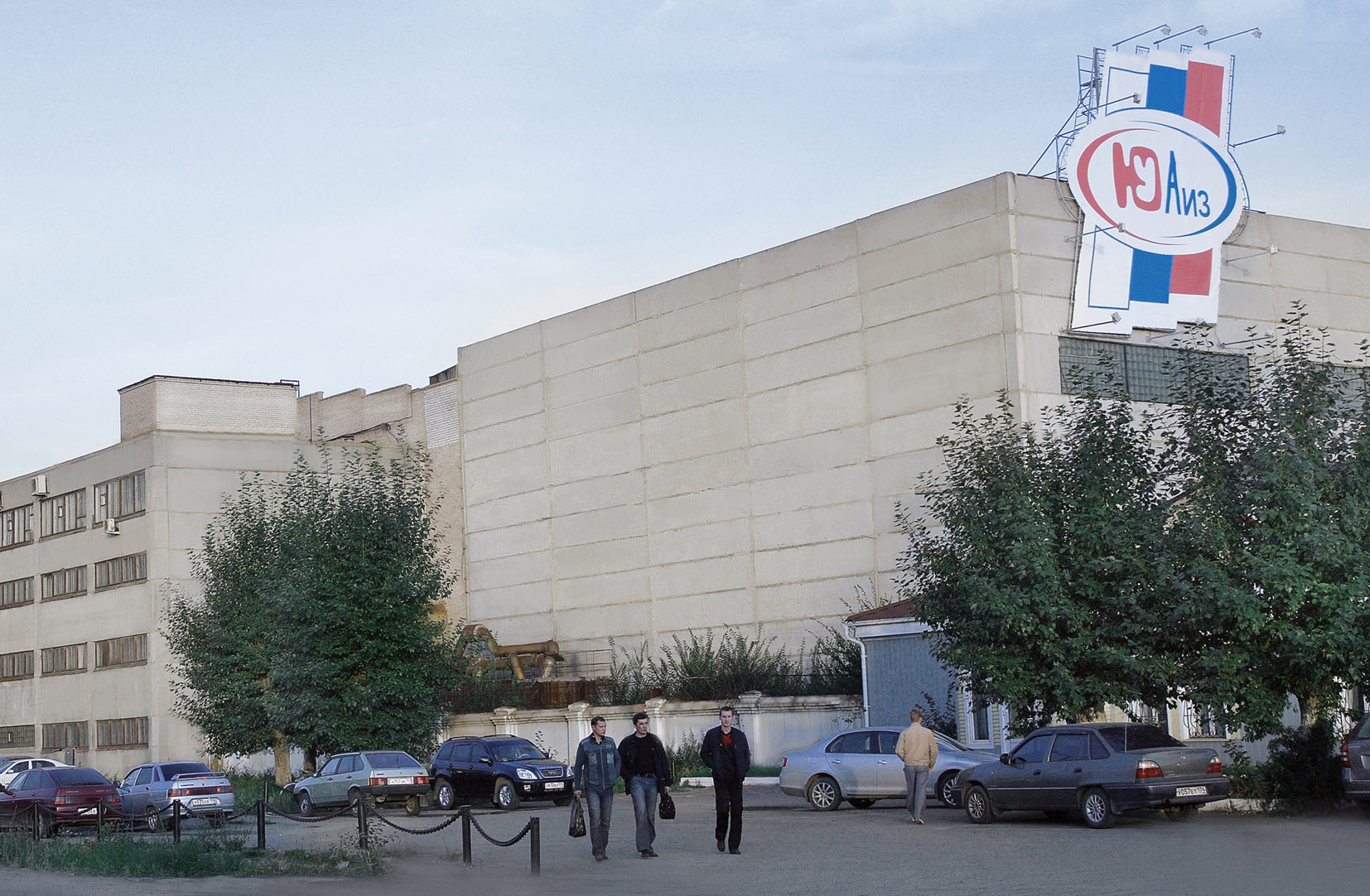
Южноуральський АІЗ

Енергетика, машинобудування та торгівля є домінуючими галузями в місті. Разом з тим отримали розвиток й інші галузі промисловості: керамічна, порцелянова, харчова та легка.
На великих промислових підприємствах міста випускається лінійна арматура та ізолятори для високовольтних ліній електропередач, металоконструкції, комплектуючі деталі для електронної промисловості, будівельні матеріали та порцеляновий посуд, молоко та хлібопродукти. Ведуть ремонт автомобілів та кранової техніки. 88,3 % промислової продукції випускається на Южноуральській ГРЕС.
Великі виробництва:
- філія «Южноуральська ГРЕС» ВАТ «ІНТЕР РАО — Електрогенерація»
- ВАТ «Южноуральський арматурно-ізоляторний завод»
- ВАТ"Южноуральський завод радіокераміки"
- ВАТ «Кристал»
- ТО «КонструктУрал»
- ВАТ «Южноуральський ремонтно-механічний завод»
- ВАТ «Южуралхлеб»
- ВАТ «Южноуральський молочний завод»
- ЗАТ «ЮМЕК» — завод з виробництва підвісних ізоляторів.
- ЗАТ «Уральська порцеляна»
- ТО «Южуралтрейлер»
- ЗАТ «Завод ЕСКОНІ»

На 1 січня 2009 на території Южноуральського міського округу зареєстровано 1514 індивідуальних підприємців та 384 малих підприємств, з них частка зайнятих в промисловості — 12,9 %, у будівництві — 7,9 %, у торгівлі та громадському харчуванні — 35,8 %, у сфері надання послуг — 34 %. У місті розташований великий оптово-роздрібний посудний ринок.
Будівництво
У 2004, 2008 місто зайняло перше місце в області за обсягами житлового будівництва. У 2012-13 роках побудовані нові заводи: « Ескон», "Южноуральская ГРЕС-2 ", що викликало приплив населення в місто, великий обсяг будівництва житла: багатоквартирних та приватних будинків. У 2014 році відкрився новий сучасний кінотеатр «РІО».

## Військові об'єкти
Недалеко від міста розташований аеродром ВПС Росії Упрун.

## Релігія

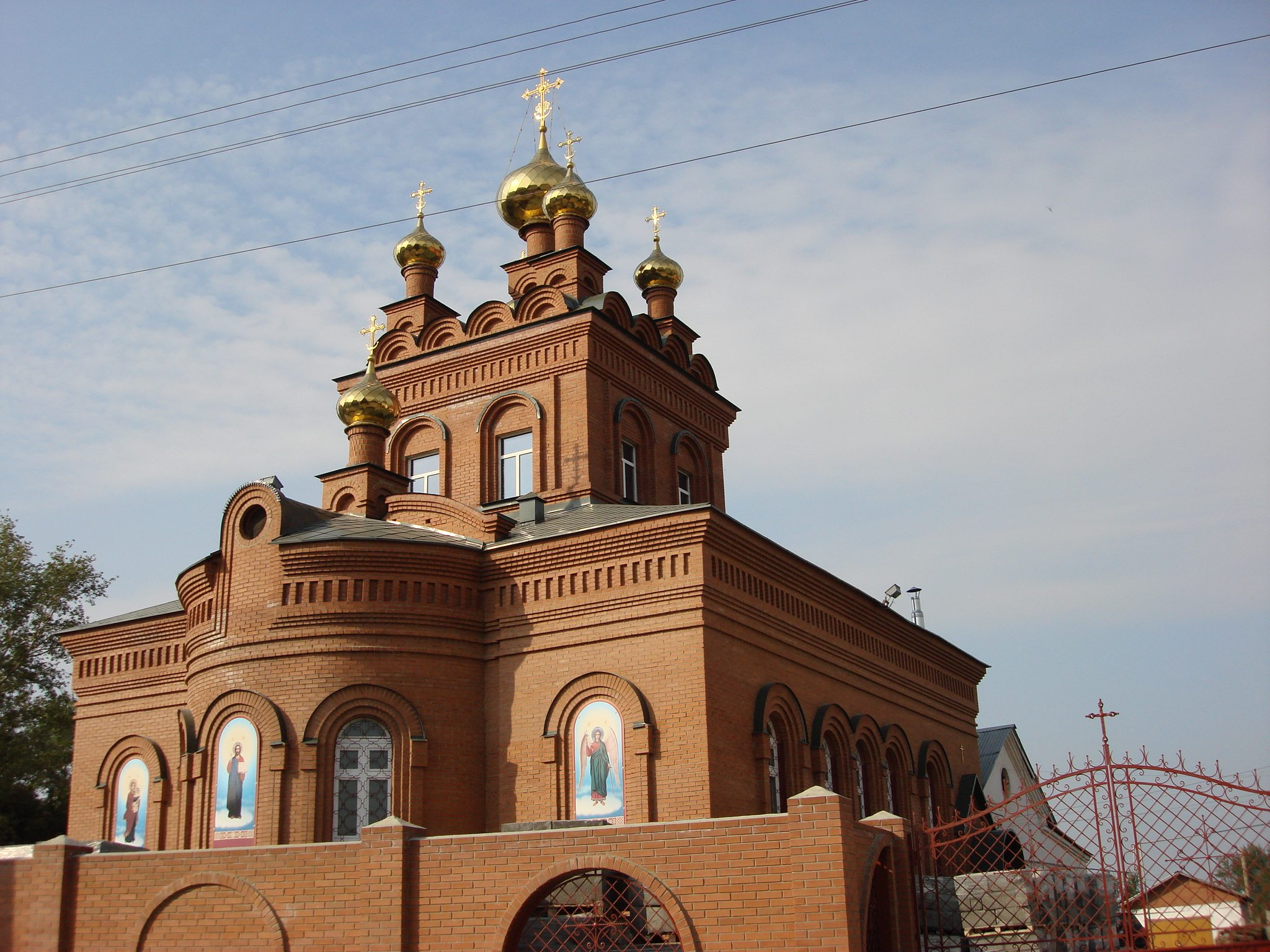
Церква Преображення Господнього

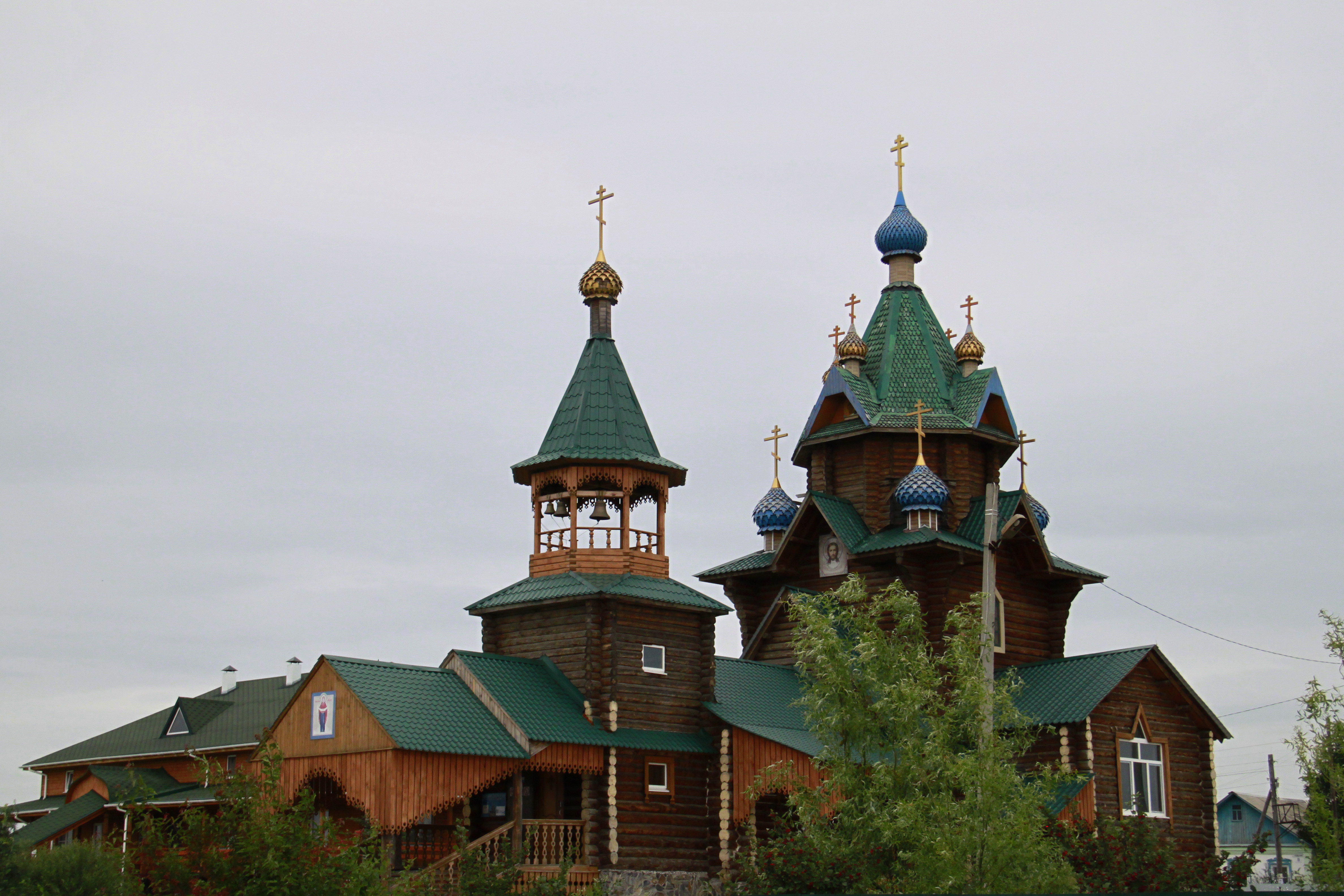
Храм «Покрова Пресвятої Богородиці», Южноуральск

Дві діючі православні церкви РПЦ МП.
Храм «Преображення Господнього» розташований в старій частині міста. Будівництво храму розпочато з благославлення Митрополита Челябінського та Златоуставського Георгія (Грязнова) 1994 і завершено 2003. Освячено храм Митрополитом Челябінським та Златоустівським Іовом 19 серпня 2003. Настоятелем храму з дня заснування громади і до теперішнього часу є протоієрей Михаїл Сапронов.
Храм «Покрова Пресвятої Богородиці» повністю дерев'яний та розташований у селищі Плановий. Зводився коштом місцевих підприємців, але найбільший внесок зробив колишній мер міста Володимир Гора. У 2007 відбулося мале освячення храму, після чого він був відкритий для прихожан. Повністю роботи з благоустрою будівлі та прилеглої території завершені навесні 2008.
Навпроти храму «Покрова Пресвятої Богородиці» зводиться храм на честь Федора Ушакова.

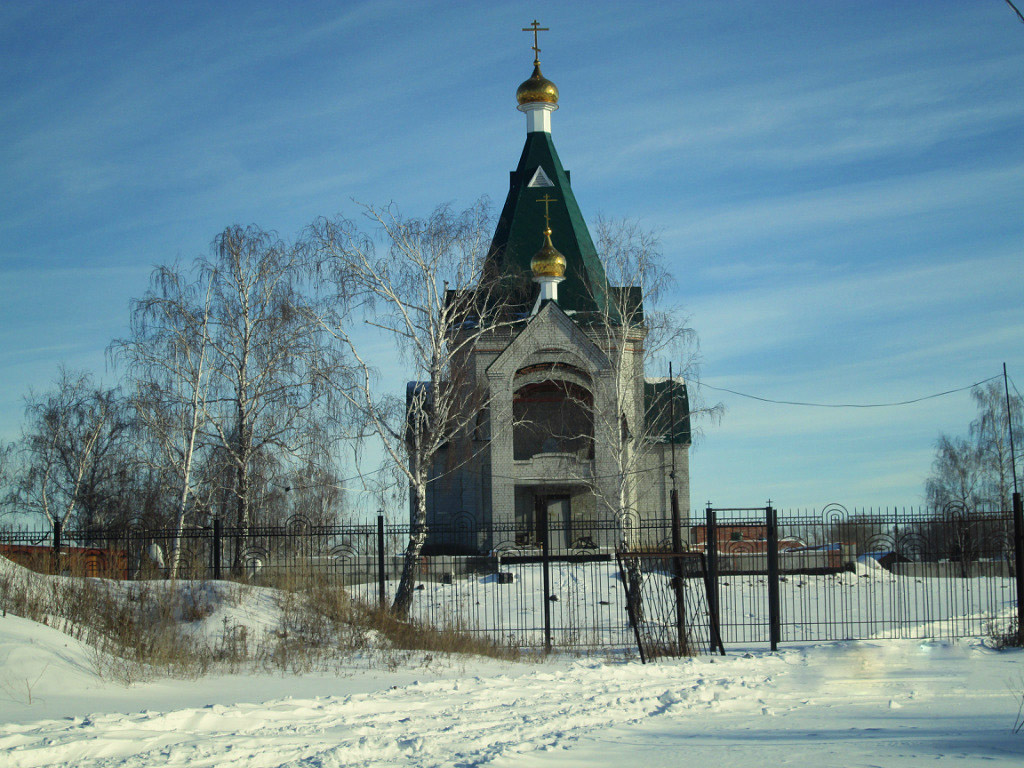
Споруджуваний Храм Святого праведного воїна Федора Ушакова

В Южноуральську прийнято рішення про будівництві мечеті в новому районі, поруч з трасами на Магнітогорськ, Троїцьк та Казахстан.
Будівництво мечеті та школи махалля, тобто приходу, реєстрація якої вже почалася, взяв на себе підприємець Жалдат Гайнетдінов. Перший камінь у фундамент мечеті закладений навесні 2011-го року.

## Освіта
У місті діють 11 дошкільних освітніх установ (дитячі садки та ясла). Працюють 7 шкіл.
Інші навчальні заклади
- Южноуральський енергетичний технікум

- Дитяча школа мистецтв
Центр додаткової освіти для дітей
Міжшкільний навчальний комбінат
Професійне училище № 118
Професійне училище № 130

## Філії інститутів вищої освіти
- Уральський соціально-економічний інститут академії праці та соціальних відносин
- Сучасний гуманітарний інститут

- Челябінський державний педагогічний університет
- Челябінський державний університет

## Культура

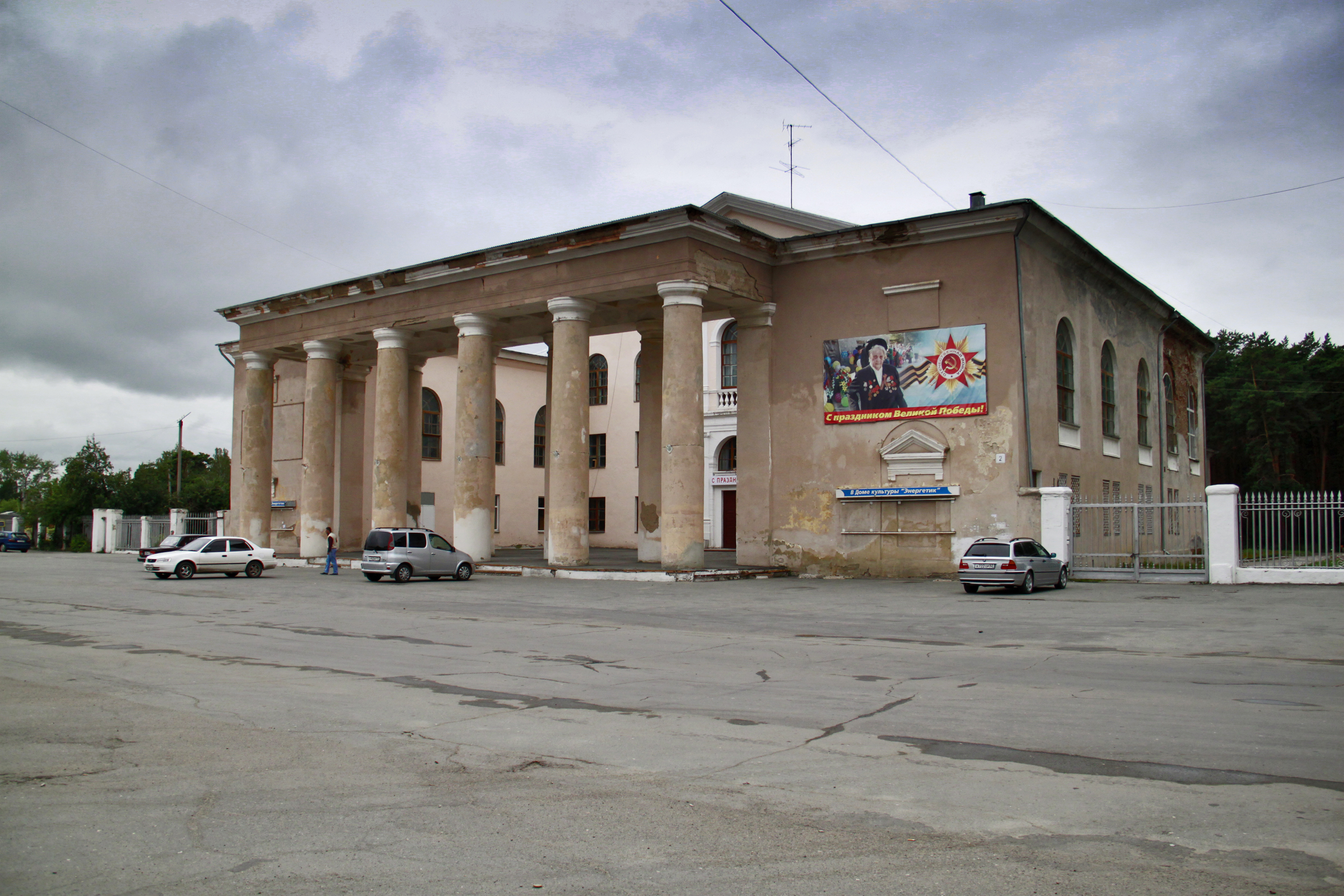
Южноуральський міський будинок культури

У місті працює 8 закладів культури (в тому числі міський будинок культури). У муніципальній сфері діє 25 творчих колективів та клубних формувань.
Найбільш великі заходами в культурному житті міста є:
- міжнародний музичний фестиваль-конкурс «Южноуральск — Зальцбург»;
- ювілейні виступи народних колективів «Хор ветеранів» та вокально-інструментального ансамблю «Новий час»;
- обласної бібліотечний Форум, присвячений підведенню підсумків Року читання.

Бібліотеки
У місті існує 2 муніципальні бібліотеки. Найбільша «Центральна міська бібліотека».
Музей
5 листопада 1967 Іван Петрович Вялков заснував Громадський Южноуральський музей. 7 листопада 1989 він став Южноуральським краєзнавчим музеєм.
За 30 років існування музеєм накопичений великий матеріал з історії та природи краю, який охоплює більш ніж 250-літній період. Музей займає 180 м² експозиційно-виставкової площі та 130 м² фондосховищ. У музеї знаходиться близько 2700 експонатів, з них 2000 предметів основного фонду. Середня кількість відвідувачів близько 6000 осіб на рік.

## Пам'ятки та пам'ятники
- Пам'ятники Леніну:
  - на площі Ленінського Комсомолу. Найбільший пам'ятник у місті висотою 13 метрів. Встановлений у 1985 році;
  - у центральній прохідній заводу «Кристал». Висота 2,1 метра. Встановлено у 1957 році у будівлі Центру додаткової освіти, але потім перенесеного до «Кристалу»;
  - на центральній алеї заводу «ЮАІЗ». Висота 2,1 метра. Встановлено у 1974 році до двадцятиріччя заводу.
- Пам'ятник Крупській. Висота 2,1 метра. Встановлений у 1972 році на території школи-інтернату, потім, 1984 року, перенесено на площу перед Центром додаткової освіти для дітей.
- Меморіальний комплекс військової слави — пам'ятник полеглим на фронтах Другої світової війни. Висота 12-15 метрів. Встановлено у 1975 році напередодні тридцятиріччя Перемоги. Згодом додалися таблички з прізвищами полеглих воїнів.
- Пам'ятник на братській могилі червоногвардійцям 26-ї стрілецької дивізії 5-ї Червоної армії — встановлений в південно-західній частині нині закритого міського кладовища. Висота 5 метрів.
- Пам'ятник природи «Кічігінський бір» — це острівної сосновий бір, що виростає на гранітних масивах. являє собою два розрізнених бори, додатково роздроблених дорожньою мережею. Один масив розташований на північ Южноуральського міського округу, другий — північніше села Кичигин[3].
- Стела комунізму. Розташована в західній частині міського парку.

Парк відпочинку
Кінотеатри
- Кінотеатр «Екран»: Перший в місті. Побудований у 1965 році. Глядацька зала розрахована на 420 місць. На сьогоднішній момент кінотеатр застарів та планується реконструкція в сучасний дозвільно-розважальний комплекс.
- Кінотеатр «Ріо»: Відкрився в лютому 2014 з двома 3D-залами місткістю на 98 та 101 осіб. Крім кінозалів планується відкриття ресторану, боулінг-центру та більярдного залу. Загальна площа розважального комплексу «Ріо» складе 1500 м2. Близькість до автовокзалу забезпечить доступ до комплексу жителям прилеглих населених пунктів.

## Охорона здоров'я
У місті є дві поліклініки, сім аптек та шість аптечних пунктів, приватний медичний центр «Кристал».

## Спорт
У місті існує 16 спортивних федерацій. Є дитячо-юнацька спортивна школа та стадіон «Центральний».
Наприкінці 2013 року в місті розпочато будівництво льодового палацу. Планована дата закінчення будівництва — 2015 рік.

## Люди, пов'язані з Южноуральськом
Народились в Южноуральську
- Ольга Лисак — актриса театру та кіно, знімалася в телесеріалах «Неотложка», «Далекобійники»
- Миколаїв, Євген Анатолійович — головний тренер волейбольного клубу"Хімік" (місто Южний, Україна)

Що жили в Южноуральську
- Ольга Буніна — чотириразова чемпіонка світу з армрестлінгу.
- Космонавт Михайло Корнієнко — жив з 1960 по 1970.

## Цікаві факти
- Найзеленіша вулиця — вулиця Паркова.
- Найкоротша вулиця — провулок Сосновий (4 будинки).
- Найдовша вулиця — вулиця Спортивна (3 км), потім вулиця Радянська (більше 2,5 км).
- Найвища споруда — труба ГРЕС (150 метрів).